# Zolotarivka, Trosteaneț
Zolotarivka (în ucraineană Золотарівка) este un sat în comuna Martînivka din raionul Trosteaneț, regiunea Sumî, Ucraina.

## Demografie
Componența lingvistică a localității Zolotarivka
     Ucraineană (97%)
     Rusă (3%)
Conform recensământului din 2001, majoritatea populației localității Zolotarivka era vorbitoare de ucraineană (97%), existând în minoritate și vorbitori de rusă (3%).